# Epsilon Telescopii
Epsilon Telescopii (ε Tel / ε Telescopii) é uma estrela binária da constelação de Telescopium. Está localizada a cerca de 420 anos-luz da Terra.
O componente primário do sistema, Epsilon Telescopii A, é uma estrela gigante de classe K com magnitude aparente 4,521. A outra estrela, Epsilon Telescopii B, está a 21,2 segundos de arco de distância do componente primário e sua magnitude aparente é de 13.